# I Just Want My Pants Back
I Just Want My Pants Back ou On m'a volé mes jeans au Québec est une série télévisée en douze épisodes de 22 minutes créée par David J. Rosen dont le pilote a été diffusé le 28 août 2011 et les onze autres épisodes du 2 février au 5 avril 2012 sur MTV.
En France, elle a été diffusée à partir du 3 octobre 2013 sur Canal+ Séries[réf. souhaitée] et au Québec à partir du 28 août 2014 sur VRAK.TV. Néanmoins, elle reste inédite dans les autres pays francophones.

## Synopsis
La série suit la vie d'un groupe de vingtenaires vivant à Brooklyn et essayant de s'en sortir et de découvrir la vie comme ils peuvent.

## Distribution

### Acteurs principaux
- Peter Vack (VF : Yoann Sover) : Jason Strider
- Kim Shaw (en) (VF : Karine Foviau) : Tina
- Elisabeth Hower (VF : Claire Baradat) : Stacey
- Jordan Carlos (en) (VF : Benjamin Gasquet) : Eric
- Sunkrish Bala (en) (VF : Marc Saez) : Bobby

### Acteurs récurrents
- Nick Kocher (VF : Donald Reignoux) : Lench
- Chris Parnell (VF : Yann Pichon) : JB
- Tracee Chimo (VF : Julia Boutteville) : Dylan
- Kelli Barrett (VF : Ariane Aggiage) : Jane
- Steve Talley (VF : Mathias Kozlowski) : Brett
- Stephanie Brait (VF : Anouck Hautbois) : Ness
- Josh Casaubon (af) (VF : Damien Boisseau) : Paul Warner

 Version française
- Société de doublage : Audi'Art[4],[5]
- Direction artistique : Pauline Brunel
- Adaptation des dialogues : Nevem Alokpah, François Bercovici, Nathalie San Miguel

 Source et légende : version française (VF) sur RS Doublage et Doublage Séries Database

## Épisodes
1. Pantalonnade (Pilot)
2. Dépucelage et cuisine thaï… (Baby Monkeys)
3. Soirées privées (Never Trust a Moonblower)
4. Dégoûtés de la vie (Pecker Necklace)
5. Y'a un truc qui cloche (Something's Wrong Down There)
6. Portes de sortie (Safety Nets)
7. Prospectus party (Piece of Cake)
8. Black-out (The Blackout)
9. Amour, chocolat et rock'n'roll (Love Equation)
10. La Martienne et la bi (Sextipated)
11. Blues général (Quid No Quo)
12. Le monde est petit (Jerk or Dork)